# Preußisch-russischer Allianzvertrag (1715)

Europa im Jahr 1701

Der preußisch-russische Allianzvertrag (1715) wurde von den Monarchen des Zarentums Russland und des Königreichs Preußen am 30. Oktober 1715 unterzeichnet.
Seine Kernbestimmungen richteten sich gegen Schweden, gegen das beide Staaten Krieg führten. Der Staatsvertrag enthält im Wesentlichen Bestimmungen zu russischen Hilfstruppen auf dem norddeutschen Kriegsschauplatz.

## Vorgeschichte
Preußen hatte mit Russland im Oktober 1713 den Vertrag von Schwedt geschlossen, der ihm den Besitz Schwedisch-Vorpommerns in Aussicht stellte. Preußen rückte damit an die antischwedische Koalition aus Russland, Sachsen-Polen und Dänemark heran. Am 12. Juni 1714 schlossen beide Staaten einen erneuten Allianzvertrag, in dem beide Seiten sich ihre Eroberungen im Friedensfall mit Schweden garantierten. Am 1. Mai 1715 trat Preußen offen in den Krieg gegen Schweden ein.

## Vertragsverhandlungen
Seitdem die preußische Armee den Feldzug in Pommern gegen Schweden im Mai 1715 eröffnet hatte, hatte Friedrich Wilhelms Abgesandter am russischen Hofe, Achenbach, den Auftrag, sich um die Zusicherung der Unterstützung durch russische Truppen zu bemühen. Als diese sich endlich in Bewegung setzten, rückten sie so langsam vor, dass ihre Mitwirkung bei der Belagerung Stralsunds – sie begann Anfang November 1715 und endete mit der schwedischen Kapitulation am 22. Dezember – nicht mehr in Betracht kam, aber bei der bevorstehenden Belagerung Wismars wollten die Verbündeten die russische Hilfe einbeziehen. Schon im Juni 1715 legte Achenbach in Petersburg den Entwurf eines Abkommens über die Truppenhilfe vor man erklärte ihm aber, es sei nicht üblich, den Entwurf von fremden Vertretern entgegenzunehmen und stellte ihm einen russischen Entwurf in Aussicht. Die weiteren Verhandlungen mit Achenbach, bei denen die Frage, wer für den Unterhalt der Truppen zu sorgen habe, den wichtigsten Differenzpunkt bildete, führten jedoch nicht zum Ziel. Im August entsandte der Zar seinen Generaladjutanten Jaguschinski auf den norddeutschen Kriegsschauplatz, der mit König Friedrich Wilhelm persönlich das Abkommen über die Gestellung der Hilfstruppen schließen sollte: es wurde von dem Könige im Lager vor Stralsund am 30. September 1715 unterzeichnet, während der Zar am 30. Oktober 1715 a. St. seine Unterschrift gab. Ein entsprechendes Abkommen zwischen Dänemark und Russland wurde am 6. September 1715 unterschrieben, und zwischen Kur-Hannover und Russland wurde am 28. Oktober 1715 zu Greifswald eine Einigung erzielt.

## Vertragsinhalt
Der Vertrag setzte sich aus elf Einzelartikeln und drei Separatartikel zusammen und wurde in französischer Sprache verfasst.
Der Entwurf hatte folgenden Inhalt: 1. Der Zar verspricht, ein Armeekorps aus wenigstens 26 Bataillonen bestehend nach Vorpommern marschieren zu lassen. 2. Er verspricht, dass diese Truppen unter preußischem Kommando stehen sollen, dass der König in Preußen sich ihrer für die Belagerung von Stralsund und Rügen bedienen kann. 3. Der Fürst Alexander Danilowitsch Menschikow übernimmt das Kommando über diese Truppen und steht unter preußischem Kommando. 4. Die Truppen sollen bis spätestens Ende 1715 bei Stettin stehen. 5. Preußen wird, sobald die Oder passiert ist, für die Versorgung der russischen Truppen mit Nahrungsmitteln für sechs Monate unentgeltlich aufkommen.

## Weitere Entwicklungen
Schweden verlor bis Anfang 1716 sämtliche Besitzungen in Pommern. Im Vertrag von Amsterdam vom 15. August 1717 bestätigten Preußen, und Russland auch mit der schwedischen Schutzmacht Frankreich ihren Besitzstand in der Erwartung der unvermeidlichen Niederlage Schwedens im Großen Nordischen Krieg.